# FanFiction.Net
FanFiction.Net (a menudo abreviado como FF.net o FFN) es un sitio de archivo automatizado de fanfiction. Fue lanzado por primera vez en 1998 por el diseñador de software Xing Li, y a 1  de junio de  2023 contaba con más de 12 millones de usuarios registrados.
El sitio está dividido en categorías principales: Anime/Manga, Libros, Dibujos animados, Videojuegos, Cómics, Películas, Teatro/Musicales, Programas de televisión, Crossover, y Misceláneos. Los usuarios que completan el proceso de registro gratuito pueden enviar su fanfiction, mantener un perfil de usuario, reseñar otras historias, postularse para ser lector beta, contactar a otros mediante mensajes privados y mantener una lista de historias y autores favoritos. Existen comunidades centralizadas y foros. En lugar de registrarse con una nueva cuenta, el sitio permite a los usuarios usar sus cuentas de Google, Facebook o Twitter. El sitio también tiene una cuenta de Twitter llamada FictionPress donde los usuarios son informados sobre cambios y mejoras realizadas.
Aunque Fanfiction.net sigue siendo prolífico como una fuente viable para la creación de fanfiction, el sitio ha mostrado una disminución en popularidad debido a varios factores, como la falta de actualizaciones, un sistema anticuado, anuncios excesivos y restricciones en los tipos de fanfiction permitidos.

## Historia
Xing Li, un desarrollador de software de Alhambra, California, creó FanFiction.Net en 1998. Inicialmente creado por Xing Li como un proyecto escolar, el sitio se estableció como un repositorio sin fines de lucro para historias creadas por fanes que giraban en torno a personajes de literatura popular, películas, televisión, anime y videojuegos. El registro estaba abierto a todas las personas que afirmaban tener más de 18 años, y para 2002, más de 118,000 personas estaban registradas. (El límite de edad se redujo posteriormente a 13 años.) En ese momento, un tercio de los registrados se identificaban como menores de 18 años, y el 80% eran mujeres.

## Características
Fanfiction.net ofrece varias opciones que los usuarios registrados pueden usar para crear historias e interactuar con otros fanes y autores.

### Mensajería privada
Esta función se divide en dos categorías: «Bandeja de entrada» y «Bandeja de salida». Aunque su función puede ser evidente, es importante señalar que los autores pueden recibir un mensaje privado (PM) de cualquier persona con una cuenta afiliada. Además, no hay un botón de denuncia asociado con esta función. Afortunadamente, bloquear a un usuario impide que deje mensajes privados y reseñas. También hay una forma de desactivar la mensajería privada. Al hacer clic en la configuración de la cuenta, en «Opciones de Cuenta», el autor puede elegir aceptar o rechazar mensajes privados. Además, el sitio cuenta con un filtro de lenguaje soez básico para las reseñas entrantes y los mensajes privados.

### Foros
El autor puede crear hasta 10 foros para uso personal y puede vincular opcionalmente un foro a una categoría específica. El sitio solicita que los foros cumplan con las reglas que respeten los términos de servicio y creen un entorno no tóxico para otros usuarios. Las reglas son:
1. Los foros no deben usarse para publicar historias.
2. Todas las discusiones, el lenguaje y el contenido deben ser adecuados para adolescentes.
3. El propietario/moderador(es) del foro es el único responsable del contenido publicado en esta área.

### Encuestas
Los autores pueden crear hasta 25 encuestas para uso personal. Esta función se utiliza principalmente para discutir temas dentro de un foro de interés principal del fandom. Todos los votos son confidenciales y protegidos. Ni el creador de la encuesta ni los votantes pueden ver los votos individuales ni los votantes. Solo se revela el número total de votantes. El autor tiene la opción de habilitar encuestas «ciegas». En una encuesta ciega, los resultados en vivo no están disponibles para los votantes. Los resultados de la encuesta solo están disponibles al público cuando la encuesta ha sido cerrada.

### Retroalimentación de lectores
Los lectores pueden interactuar con el contenido de FanFiction.Net de varias maneras. Si al lector le gusta una historia y/o su autor, puede marcar como favorito tanto la historia como el autor. Los favoritos son similares a los «me gusta», corazones o los kudos de Archive of Our Own. Las historias y autores favoritos se muestran en la página de perfil público del usuario en la parte inferior. Un lector también puede seguir una historia y/o su autor. Cuando un lector sigue una historia, recibe notificaciones por correo electrónico cada vez que esa historia se actualiza. Cuando un lector sigue a un autor, recibe actualizaciones por correo electrónico cada vez que el autor actualiza alguna de sus historias o publica una nueva. Los lectores también pueden dejar reseñas después de leer historias, la mayoría de las cuales eran positivas hasta 2001. Aunque las reseñas pueden ser dejadas por aquellos sin cuentas, los escritores en el sitio tienen la opción de moderar las «reseñas anónimas», realizadas por quienes no están conectados a una cuenta. Las reseñas dejadas por usuarios registrados no pueden ser moderadas ni desactivadas. FanFiction.Net no opera un consejo de revisión o editorial.

### Secciones más populares
A 17  de julio de  2025, los 20 fandoms con más historias publicadas en FanFiction.Net son:
| Puesto | Fandom                  | Categoría       | N. de historias |
| ------ | ----------------------- | --------------- | --------------- |
| 1      | Harry Potter            | Libros          | 850 mil         |
| 2      | Naruto                  | Anime/Manga     | 442 mil         |
| 3      | Crepúsculo              | Libros          | 223 mil         |
| 4      | Sobrenatural            | Programas de TV | 127 mil         |
| 5      | Inuyasha                | Anime/Manga     | 122 mil         |
| 6      | Hetalia: Axis Powers    | Anime/Manga     | 117 mil         |
| 7      | Glee                    | Programas de TV | 107 mil         |
| 8      | Pokémon                 | Videojuegos     | 106 mil         |
| 9      | Bleach                  | Anime/Manga     | 85,3 mil        |
| 10     | Percy Jackson           | Libros          | 80,8 mil        |
| 11     | Doctor Who              | Programas de TV | 76,7 mil        |
| 12     | Kingdom Hearts          | Videojuegos     | 74,1 mil        |
| 13     | Fairy Tail              | Anime/Manga     | 69,3 mil        |
| 14     | Yu-Gi-Oh!               | Anime/Manga     | 68,2 mil        |
| 15     | Star Wars               | Películas       | 60,8 mil        |
| 16     | Sherlock                | Programas de TV | 59,1 mil        |
| 17     | El Señor de los Anillos | Libros          | 58 mil          |
| 18     | Dragon Ball Z           | Anime/Manga     | 54,7 mil        |
| 19     | Érase una vez           | Programas de TV | 53,3 mil        |
| 20     | Vengadores              | Películas       | 52,3 mil        |

1. ↑  Las cifras están redondeadas al millar más cercano

### Comunidad
Los autores pueden crear o editar una comunidad, que son esencialmente archivos personalizados organizados por miembros activos que contienen historias seleccionadas por voluntarios de la comunidad. Si un autor crea una nueva comunidad, podrá contratar y gestionar un grupo de miembros del personal de la comunidad que moderarán las entradas al archivo de la comunidad. El autor puede contratar y eliminar cualquier miembro del personal o historia en la comunidad, además de verificar sus estadísticas, que detallan cuán popular es su comunidad.

### Estadísticas de tráfico
Esta función permite al autor monitorear con qué frecuencia sus historias, perfil y comunidad son visitados por los lectores. El autor puede filtrar el mes que desea visualizar e incluso ver un desglose del número de visitas y visitantes que recibe desde diferentes países de origen.

## Contenido del sitio
Las historias publicadas en el sitio pueden tratar sobre obras nuevas y antiguas. Para 2001, se habían publicado casi 100,000 historias en el sitio web. Steven Savage, un programador que escribió una columna para FanFiction.Net, lo describió como «la versión adulta de cuando los niños juegan a ser personajes de televisión» y afirmó que el contenido publicado en el sitio web sirve como ejemplos de «cuando a la gente realmente le importa algo». FanFiction.Net se ha convertido desde entonces en el mayor repositorio en línea para obras creadas por fans.
FanFiction.Net también alberga una de las obras de ficción más largas jamás escritas. The Subspace Emissary's Worlds Conquest, una historia de fanfiction de Super Smash Bros. escrita por el usuario de FanFiction.Net AuraChannelerChris, ganó atención mediática por su longitud de más de cuatro millones de palabras en el momento de la publicación, más de tres veces más larga que En busca del tiempo perdido escrita por Marcel Proust. The Loud House: Revamped, historia de fanfiction publicada por Jamesdean5842 y centrada principalmente en la serie animada de televisión The Loud House, fue escrita entre 2017 y 2024. Tenía 16 millones de palabras en 2022 y más de 30 millones al completarse, siendo considerada por The Spectator Australia como «la obra de ficción más larga en la historia del mundo».

### Publicación de historias
FanFiction.Net tiene nueve categorías para varios fandoms: Anime/Manga, Libros, Dibujos animados, Cómics, Videojuegos, Películas, Teatro/Musicales, Programas de TV y Misceláneos. Las historias en el sitio pueden publicarse como «Fanfiction» con solo una subcategoría asignada, o como un «Crossover» con solo dos subcategorías. Excluyendo los crossovers y a julio de 2025, los fandoms más populares en el sitio son Harry Potter, Naruto y Crepúsculo.
Los escritores pueden subir sus historias al sitio y deben asignarles una subcategoría, idioma y clasificación de contenido. FanFiction.Net utiliza el sistema de clasificación de contenido de FictionRatings.com. Este sistema incluye las clasificaciones K, K+, T, M y MA. La clasificación MA (18+) y los temas violentos y/o sexuales explícitos están prohibidos. Las clasificaciones ya no se realizan según el sistema MPAA, debido a demandas de cese y desista de la Asociación Cinematográfica de Estados Unidos en 2005.  En el menú desplegable de clasificación de cada uno de los archivos individuales del sitio web se puede consultar una lista de explicaciones sobre el sistema de clasificación que se utiliza actualmente. Para que una historia pueda publicarse, también es necesario incluir un breve resumen con la clasificación K. Aunque no es obligatorio, el sitio web recomienda a los autores que suban una imagen de portada para su historia.

## Contenido prohibido
A lo largo de los años desde su creación, FanFiction.Net implementó varios cambios de política a medida que crecía en tamaño y popularidad. Como resultado, se establecieron restricciones sobre los tipos de trabajos de fanfiction que podían publicarse en el sitio.

### Infracción de derechos de autor y marcas registradas
Desde la fundación del sitio, varios autores y productores profesionales han solicitado la eliminación de historias basadas en sus obras con derechos de autor o marcas registradas, incluyendo Anne Rice, P. N. Elrod, Archie Comics, Dennis L. McKiernan, Irene Radford, J.R. Ward, Laurell K. Hamilton, Nora Roberts, Raymond E. Feist, Robin Hobb, Robin McKinley y Terry Goodkind.
Además, las historias basadas en celebridades de la vida real fueron prohibidas alrededor de 2003. Sin embargo, historias de fanfiction basadas en la lucha libre profesional aún están permitidas, siendo el fandom número uno en la categoría de «Misceláneos».

### Ficción explícita
El 12 de septiembre de 2002, FanFiction.Net prohibió el material clasificado como NC-17, y lo eliminó el 12 de octubre de 2002. Esto se hizo debido a un alto volumen de quejas relacionadas con ciertas historias para adultos. Antes de la nueva política, el sitio utilizaba una ventana emergente para preguntar a los lectores si tenían más de 17 años, pero desde entonces, el sitio depende de sus usuarios para reportar historias que están clasificadas de manera inapropiada. Los títulos y resúmenes de las historias deben estar clasificados como K.
FanFiction.Net experimentó un cierre temporal de dos días en julio de 2024 debido a una actualización de política sobre contenido explícito y representaciones de abuso infantil.

### «Elige tu propia aventura» y ficción de inserción de lectores
La ficción de «elige tu propia aventura» y la ficción de inserción de lectores han estado prohibidas desde 2005, y el sitio eliminó todo el material que tenía el potencial de insertar al lector en una historia de fanfiction. Bajo el encabezado de «Entradas no permitidas», el punto #5 dice: «Cualquier forma de entrada interactiva: elige tu aventura, basada en segunda persona/tú, preguntas y respuestas, etc.». Algunos especulan que el problema con este tipo de obras fue que los escritores usaban el espacio más como un blog para interactuar con los lectores en lugar de crear una historia.

### Songfics
En 2005, FanFiction.Net prohibió las historias tipo «songfic» que contuvieran letras de canciones con derechos de autor. Las letras de dominio público (como las de «Amazing Grace») o las letras escritas por el propio autor de la historia de fanfiction están permitidas.

### Listas
La directriz oficial de contenido de Fanfiction.net establece que las listas caen bajo la categoría de no historias, junto con bloopers, encuestas, avances, desafíos, notas de autor, etc., por lo que no están permitidas en el sitio.

## Recepción
Al principio, el servidor de FanFiction.Net era accesible principalmente solo en Occidente y funcionaba mal, o no funcionaba, en otras partes del mundo. A finales de 2006, se anunciaron enlaces web especiales diseñados para Europa y Asia. Se suponía que estos darían un impulso significativo en la velocidad del servidor en esas áreas del mundo. En 2007, los tres enlaces web se combinaron en un solo enlace mundial. En un anuncio en la página principal, se afirmó que el sitio se volvería global ese año. A 17  de julio de  2025, el 50,04% de los usuarios de FanFiction.net provienen de los Estados Unidos con el segundo mayor tráfico procedente del Reino Unido con aproximadamente el 7,14% de los usuarios.
Según Hitwise, en agosto de 2007, FanFiction.Net representó el 34,7% de todo el tráfico dirigido a sitios en la categoría de Entretenimiento, Libros y Escritura. Para la semana que terminó el 25 de agosto de 2007, el sitio fue clasificado en el puesto 159 de más de 1 millón de sitios web en términos de visitas.
Aunque el sitio se utiliza principalmente con fines recreativos, los investigadores han considerado la posibilidad de incorporar el uso de fanfiction en las aulas. Fanfiction.net ofrece muchas vías de comunicación para sus usuarios, lo que lo convierte en un tema principal de consideración. Debido a que la demografía del sitio se inclina principalmente hacia las mujeres, los investigadores también han considerado las historias de fanfiction como una organización en línea que podría utilizarse potencialmente para el pensamiento y la discusión feminista. Sin embargo, en última instancia, en esta era actual, las relaciones en línea se han vuelto más prevalentes, y la forma en que la interacción influye en el pensamiento creativo ha jugado un papel significativo en la actividad de los usuarios de Fanfiction.net desde su concepción hasta ahora.

## Archivado
El contenido de solo texto de FanFiction.Net puede ser eliminado en cualquier momento por el autor de la historia o la administración del sitio. Debido a esto, existen proyectos para archivar obras. Estos incluyen el proyecto ff2ebook, fichub y un proyecto independiente en Archive.org.

## FictionPress.com
El sitio hermano de FanFiction.Net, FictionPress.com, contiene más de 1 millón de historias, poemas y obras de teatro originales. El sitio tiene un formato y reglas similares a los de FanFiction.Net, salvo que no se permite fanfiction. Actualmente, hay más poemas que prosa.